# Kim Hyang-mi (tennis de table)
Pour les articles homonymes, voir Kim Hyang-mi et Kim.
Dans ce nom coréen, le nom de famille, Kim, précède le nom personnel Hyang-mi.
Kim Hyang-mi (née le 19 septembre 1979) est une joueuse de tennis de table nord-coréenne. Lors des Jeux olympiques d'Athènes en 2004, elle a obtenu la médaille d'argent du simple après avoir perdu en finale contre la chinoise Zhang Yining.
Elle est aussi médaillée d'argent par équipes aux Championnats du monde de tennis de table 2001 et médaillée d'or par équipes aux Jeux asiatiques de 2002